# Blodlegeme
Blodlegemerne eller blodcellerne er de formede elementer der er emulgeret i blodvæsken (plasma). Der findes røde (erytrocytter) og hvide blodlegemer (leukocytter), samt blodplader (trombocytter).

## Røde blodlegemer
Røde blodlegemer (lat: erythrocyt) er skiveformede kerneløse celler med en diameter på ca. 7 mikrometer (en mikrometer er en milliontedel meter). De indeholder hæmoglobin, som transporterer ilt fra lungerne og ud til alle væv. Samtidig bidrager de også til transporten af CO2 væk fra vævene. Lidt under halvdelen af menneskets ca. 5 liter blod udgøres af de røde blodlegemer.[kilde mangler] Fraktionen af blodet som udgøres af erythrocytter betegnes som hæmatokrit-værdien. Antallet af røde blodlegemer er ca. 5 millioner pr. mm3 hos mænd og 4,5 millioner pr. mm3 hos kvinder.

## Hvide blodlegemer
Hvide blodlegemer er involveret i immunologiske forsvarsmekanismer mod bl.a. infektioner. Der findes mange forskellige slags leukocytter:
- Lymfocyter
  - T-celler
    - T-hjælpende celler
    - T-cytotoksiske celler
    - NK (naturlige dræbere) T-celler

  - B-celler
    - Plasma-B celler
    - Hukommelses-B celler
- Myelocyter
  - Granulocyter
    - Neutrofile granulocytter
    - Eosinofile granulocytter
    - Basofile granulocytter

  - Monocytter
    - Makrofager
    - Dendritceller

## Blodplader
Blodplader eller trombocytter indgår i blodets størkningsmekanisme (koagulation) sammen med specifikke proteiner i blodplasma (de såkaldte koagulationsfaktorer).